# SharePoint
Microsoft SharePoint Products and Technologies — це колекція програмних продуктів і компонентів від корпорації Microsoft, яка включає в себе: 
- Набір вебзастосунків для організації спільної роботи.
- Функціональність для створення вебпорталів.
- Модуль пошуку інформації в документах і інформаційних системах.
- Функціональність управління робочими процесами і систему керування вмістом масштабу підприємства.
- Модуль створення форм для введення інформації.
- Функціональність для бізнес-аналізу.

SharePoint можна використовувати для створення сайтів, що надають користувачам можливість для спільної роботи. Сайти, які створюються на платформі SharePoint, можна застосовувати як сховища інформації, знань і документів, а також використовуватись для виконання вебзастосунків, таких як вікі і блоги, що полегшують взаємодію. Користувачі можуть керувати і взаємодіяти з інформацією в списках і бібліотеках документів використовуючи елементи управління, які звуться вебчастинами (SharePoint WebParts).

## Сімейство продуктів SharePoint
SharePoint представлений у вигляді двох основних продуктів - Microsoft SharePoint Foundation (раніше називався WSS) і Microsoft SharePoint Server 2010 (раніше називався MOSS). Крім цього, пропонується інструментальний засіб Microsoft Office SharePoint Designer (SPD). 
- Microsoft SharePoint Foundation - безкоштовний додаток до Windows Server. Microsoft SharePoint Foundation надає базову інфраструктуру для спільної роботи — редагування, зберігання документів, контроль версій тощо. Також він включає в себе таку функціональність, як «маршрути» руху документів (платформа для документообігу), списки завдань, нагадування, онлайн-дискусії. Раніше Microsoft SharePoint Foundation був відомий як WSS.
- Microsoft SharePoint Server 2010 — платний компонент для інтеграції функціональності SharePoint в роботу застосунків MS Office. Він є надбудовою над Microsoft SharePoint Foundation і розширює його можливості. Microsoft Project Server тепер є доповненням, яке встановлюється на Microsoft SharePoint Server 2010. Раніше був відомий як Microsoft Office SharePoint Server (MOSS).
- Microsoft Office SharePoint Server (MOSS) — платний компонент для інтеграції функціональності SharePoint в роботу застосунків MS Office. Він був надбудовою над WSS і розширював його можливості. Включав в себе інструменти для бізнес аналітики — Excel Services, Business Data Catalog. MOSS дозволяв отримати доступ до Microsoft Project Server і до форм Microsoft Office InfoPath через браузер, централізовано, відповідно до концепції багатомодульного порталу. Підтримував спеціальні бібліотеки, такі як PowerPoint Template Libraries. MOSS раніше був відомий як SharePoint Server і SharePoint Portal Server.
- Microsoft Office SharePoint Designer (SPD) — HTML-редактор в стилі WYSIWYG (раніше - FrontPage), оптимізований для створення SharePoint-сторінок та управління документами для WSS сайтів. SPD дає можливість доступу до функціональності свого рендерного рушія через Microsoft Expression Web і через середовище розробки Microsoft Visual Studio. Навесні 2009 року став безплатним продуктом.

## Альтернативи
- Novell teaming
- Motiw / Мотив
- LETOGRAF / Летограф
- Mindquarry
- O3spaces
- Instant Business Network
- MediaWiki
- WebSphere
- Adobe Version Cue
- Alfresco
- Kerio Workspace
- Nuxeo
- Lotus Notes та Domino
- Documentum

## Виноски
1. ↑  Hardware and software requirements (SharePoint Foundation 2010). Microsoft TechNet. Microsoft Corporation. 31 березня 2011. Архів оригіналу за 21 липня 2013. Процитовано 14 серпня 2011.
2. ↑  Language Offerings for SharePoint 2010 Products. Microsoft SharePoint Team Blog. Microsoft Corporation. Процитовано 13 серпня 2011.